# Tierpark (metropolitana di Berlino)
La stazione di Tierpark è una stazione della linea U5 della metropolitana di Berlino, situata nel quartiere di Friedrichsfelde. Si trova direttamente davanti ai cancelli di entrata dello zoo di Berlino ed è l'unica stazione della metropolitana di Berlino ad essere stata costruita nella DDR.

## Storia
La stazione di Tierpark venne aperta all'esercizio il 25 giugno 1973, grazie al prolungamento dell'allora linea E dal vecchio capolinea di Friedrichsfelde. Rimase capolinea fino al 1º luglio 1988, quando la linea venne ulteriormente prolungata fino al nuovo capolinea di Elsterwerdaer Platz.
Nel 2017 la stazione, analogamente alle altre della tratta, venne posta sotto tutela monumentale (Denkmalschutz) in quanto testimonianza della storia dei trasporti nella Repubblica Democratica Tedesca.

## Interscambi
- Fermata tram (U Tierpark, linee M17, 27 e 37)[4]